# Ойда (язык)
Ойда — афразийский язык, на котором говорят жители района в Эфиопии.
Согласно переписи 2007 года, на данном языке говорят 37 тыс. человек.